# Le Péché capiteux
Le Péché capiteux (Stab In The Dark) est un roman policier de l’écrivain australien Carter Brown publié en 1984 en Australie. Cependant, les droits d'auteur datent de 1983.
Le roman est traduit en français en 1984, dans la collection Carré noir. La traduction, prétendument "de l'américain", est signée Hugues David. C'est la dernière des nombreuses aventures du lieutenant Al Wheeler, bras droit du shérif Lavers dans la ville californienne fictive de Pine City ; la quarante-huitième traduite aux Éditions Gallimard. Le héros est aussi le narrateur.

## Résumé
Une certaine Tracy Miller informe le lieutenant Wheeler que Quinn Odell, l'amant de son amie Zara Sinclair, est un maître-chanteur. Puis elle est poignardée dans sa voiture. Mais quand Al Wheeler entre chez elle, c'est pour trouver Quinn Odell au lit avec la vraie Tracy Miller : la victime était en réalité Zara Sinclair elle-même ... Qu'est-ce qui a bien pu pousser Zara Sinclair à mentir de la sorte ? Et si elle affabulait complètement, pourquoi l'a-t-on tuée ? Al Wheeler découvre que les personnages de l'histoire sont impliqués dans deux réseaux très différents : l'un permet d'obtenir les services discrets de call-girls attrayantes, l'autre des placements extrêmement fructueux dénichés par un conseiller financier, qui est hélas tué à son tour. Les deux crimes sont-ils liés ? Finance ou prostitution ? Le lieutenant essaie de démêler les deux écheveaux.

## Personnages
- Al Wheeler, lieutenant enquêteur au bureau du shérif de Pine City.
- Le shérif Lavers.
- Annabelle Jackson, secrétaire du shérif.
- Doc Murphy, médecin légiste.
- Ed Sanger, technicien du laboratoire criminel.
- Zara Sinclair, la victime.
- Tracy Miller, sa colocataire.
- Quinn Odell, vice-président de la société de micro-électronique Corning, amant de Tracy.
- Marcia Davenport, call-girl.
- Amory Bancroft, patron de la boîte La Grotte.
- Kurt Machin, conseiller financier.
- Sue Machin, son épouse.
- Fay Sheldon, secrétaire de Kurt Machin
- Eddie Farrell, client de Kurt Machin.
- Gerry Hall, client de Kurt Machin.
- Corey Muir, client de Kurt Machin.
- Briony O'Hara, récemment divorcée de Tom O'Hara, cliente de Kurt Machin.

## Édition
- Carré noir no 513, 1984,  (ISBN 207043513X).